# ROSSO E AZZURRO
《ROSSO E AZZURRO》為堂本剛個人出道專輯。2002年8月7日由傑尼斯娛樂發行。

## 解說
此為KinKi Kids的堂本剛初次正式地向音樂挑戰的作品。
在這之前以KinKi Kids名義進行的音楽活動中，幾乎每個作品都是自己作曲，而面對從那其中誕生的音樂的態度、形成的世界觀構成了這個作品。本作除了初回版的追加曲以外，皆由堂本剛本人擔綱作詞、作曲。
專輯名稱“ROSSO E AZZURRO”在義大利語中為“紅與藍”。如同其名，CD封面的名稱標示的“ROSSO”使用紅色、“AZZURRO”使用藍色呈現。繼先行單曲「城市／溺愛論」之後，獲得Oricon專輯排行榜第1名。
初回版附有做成CD封面尺寸的本人親筆插圖寵物照片。並且收錄的追加曲為2001年KinKi Kids第13張單曲「Hey!大家好嗎?」。而當然這裡收錄的是剛的個人版本。普通版雖然CD封面不同，除了追加曲以外內容並無相異。
之後舉辦了與本作關連的演唱會“LIVE ROSSO E AZZURRO”，以相同標題映象化。
KinKi的活動再次開始，個人專輯則是到2004年《[sí:]》為止都沒有新作。
堂本剛本人談到這個作品時表示「其中收錄了很多至今為止發表的作品，整體來說成了半途而廢的作品。」

## 收錄曲
1. 再會吧安潔莉娜
(作詞・作曲:堂本剛　編曲:Kohei Dojima×GO-GO KING RECORDERS)
2. Purity
(作詞・作曲:堂本剛　編曲:知野芳彦)
3. GIRASOLE
(作詞・作曲:堂本剛　編曲:林部直樹)
4. 夏天向前走
(作詞・作曲:堂本剛　編曲:鶴田海生)
在MUSIC STATION中表演。
5. We never know
(作詞・作曲:堂本剛　編曲:知野芳彦)
6. 城市
(作詞・作曲:堂本剛　編曲:新川博)
個人出道單曲。
7. 花
(作詞・作曲:堂本剛　編曲:鶴田海生)
現作中完成時期比較早的歌曲。
8. Panic Disorder
(作詞・作曲:堂本剛　編曲:知野芳彦)
過去在Myojo連載的專欄內也自白過，這是為了自己發作的驚恐症(PD)唱的歌曲。標題就是驚恐症的英文名稱。
9. 溺愛論(New Mix)
(作詞・作曲:堂本剛　編曲:白井良明)
個人出道單曲的收錄曲。作為New Mix收錄了和單曲不同的版本。
10. Luna
(作詞・作曲:堂本剛　編曲:Kohei Dojima×GO-GO KING RECORDERS　法國號編曲:北原雅彦)
11. 妳
(作詞・作曲:堂本剛　編曲:林部直樹)
12. 心靈戀人
(作詞・作曲:堂本剛　編曲:石塚知生)
13. Hey!大家好嗎? (BONUS TRACK)
(作詞・作曲:YO-KING　編曲:林部直樹)
不滿2分鐘的短歌。收錄於初回版。